# لازلو كوفاتش
لازلو كوفاتش (بالمجرية: Kovács László)‏ (و. 1939  م) هو سياسي، ودبلوماسي مجري، ولد في بودابست.

## مناصب
تولى منصب مفوض الشؤون الاقتصادية والمالية والضرائب والجمارك (22 نوفمبر 2004–9 فبراير 2010)، ووزير خارجية المجر ‏ (27 مايو 2002–1 نوفمبر 2004)، وعضو الجمعية الوطنية المجرية.

## التعليم
تعلم في Corvinus University of Budapest ‏.

## جوائز
حصل على جوائز منها:
- نيشان الاستحقاق المجري من رتبة قائد بنجمة (2003).

## روابط خارجية
- لاسلو كوڤاتش على موقع مونزينجر (الألمانية)